# Adelopora
Adelopora is een geslacht van neteldieren uit de familie van de Stylasteridae.

## Soorten
- Adelopora alveolata Cairns, 1985
- Adelopora crassilabrum Cairns, 1991
- Adelopora fragilis Cairns, 1991
- Adelopora moseleyi Cairns, 1991
- Adelopora pseudothyron Cairns, 1982
- Adelopora robusta Cairns, 2015
- Adelopora rosea Cairns, 2015
- Adelopora stichopora Cairns, 2015